# Pierre Lees-Melou
Pierre Lees-Melou (Langon, 25 maggio 1993) è un calciatore francese, centrocampista del Brest.

## Caratteristiche tecniche
È un trequartista abile nei passaggi e nella creazione del gioco. Bravo a fornire assist, può giocare anche da interno e da esterno di centrocampo.

## Carriera

### Club
Inizia a giocare con gli amatori del Lège Cap Ferret. Dopo un paio di stagioni, viene visionato ed acquistato dal Digione.
Esordisce quindi, fra i professionisti il 31 luglio 2015 con la maglia borgognona nel match pareggiato 0-0 contro l'Ajaccio. Nel 2017 viene acquistato dal Nizza per 4 milioni di euro.
Fa il suo esordio in Champions League, nella fase preliminare contro il Napoli al San Paolo.
Il 13 luglio 2021 il giocatore vola in Inghilterra, più precisamente al Norwich City per 6 milioni di euro.
Il 23 luglio 2022 fa ritorno in patria firmando per il Brest.

## Statistiche

### Presenze e reti nei club
Statistiche aggiornate all11 ottobre 2023.
| Stagione               | Squadra                | Campionato             | Campionato | Campionato | Coppe nazionali | Coppe nazionali | Coppe nazionali | Coppe continentali | Coppe continentali | Coppe continentali | Altre coppe | Altre coppe | Altre coppe | Totale | Totale | Totale |
| Stagione               | Squadra                | Comp                   | Pres       | Reti       | Comp            | Pres            | Reti            | Comp               | Pres               | Reti               | Comp        | Pres        | Reti        | Pres   | Reti   |        |
| ---------------------- | ---------------------- | ---------------------- | ---------- | ---------- | --------------- | --------------- | --------------- | ------------------ | ------------------ | ------------------ | ----------- | ----------- | ----------- | ------ | ------ | ------ |
| 2013-2014              | Lège Cap Ferret        | CFA2                   | 24         | 3          | CF              | 0               | 0               |                    | -                  | -                  |             | -           | -           | 24     | 3      |        |
| 2014-2015              | Lège Cap Ferret        | CFA2                   | 26         | 10         | CF              | 0               | 0               |                    | -                  | -                  |             | -           | -           | 26     | 10     |        |
| Totale Lège Cap Ferret | Totale Lège Cap Ferret | Totale Lège Cap Ferret | 50         | 13         |                 | 0               | 0               |                    | -                  | -                  |             | -           | -           | 50     | 13     |        |
| 2015-2016              | Digione                | L2                     | 16         | 2          | CF+CdL          | 1+1             | 0               |                    | -                  | -                  |             | -           | -           | 0      | 0      |        |
| 2016-2017              | Digione                | L1                     | 32         | 7          | CF+CdL          | 1+1             | 0               |                    | -                  | -                  |             | -           | -           | 0      | 0      |        |
| Totale Digione         | Totale Digione         | Totale Digione         | 48         | 9          |                 | 4               | 0               |                    | -                  | -                  |             | -           | -           | 52     | 9      |        |
| 2017-2018              | Nizza                  | L1                     | 34         | 5          | CF+CdL          | 0+2             | 0               | UCL+UEL            | 4+7                | -                  | -           | -           | -           | 47     | 5      |        |
| 2018-2019              | Nizza                  | L1                     | 30         | 2          | CF+CdL          | 0+1             | 0               | -                  | -                  | -                  | -           | -           | -           | 31     | 2      |        |
| 2019-2020              | Nizza                  | L1                     | 26         | 5          | CF+CdL          | 2+1             | 0+1             | -                  | -                  | -                  | -           | -           | -           | 29     | 6      |        |
| 2020-2021              | Nizza                  | L1                     | 29         | 4          | CF              | 2               | 1               | UEL                | 2                  | 0                  | -           | -           | -           | 33     | 5      |        |
| Totale Nizza           | Totale Nizza           | Totale Nizza           | 119        | 16         |                 | 8               | 2               |                    | 13                 | 0                  |             | -           | -           | 140    | 18     |        |
| 2021-2022              | Norwich City           | PL                     | 33         | 1          | FACup+CdL       | 3+1             | 0+0             | -                  | -                  | -                  | -           | -           | -           | 37     | 1      |        |
| 2022-2023              | Brest                  | L1                     | 32         | 5          | CF              | 2               | 1               |                    | -                  | -                  |             | -           | -           | 34     | 6      |        |
| 2023-2024              | Brest                  | L1                     | 29         | 4          | CF              | 2               | 0               |                    | -                  | -                  |             | -           | -           | 31     | 4      |        |
| 2024-2025              | Brest                  | L1                     | 6          | 0          | CF              | 1               | 0               | UCL                | 2                  | 1                  |             | -           | -           | 9      | 1      |        |
| Totale Brest           | Totale Brest           | Totale Brest           | 67         | 9          |                 | 5               | 1               |                    | 2                  | 1                  |             | -           | -           | 74     | 11     |        |
| Totale carriera        | Totale carriera        | Totale carriera        | 317        | 48         |                 | 21              | 3               |                    | 15                 | 1                  |             | -           | -           | 353    | 52     |        |